# Thomas Cazenave
Ne doit pas être confondu avec Thomas Cazeneuve.
Pour les articles homonymes, voir Cazenave.
Thomas Cazenave, né le 6 mars 1978 à Bordeaux (Gironde), est un haut fonctionnaire et homme politique français.
Inspecteur des finances, il est cadre à Orange France et à Pôle emploi avant de devenir directeur adjoint de cabinet d'Emmanuel Macron au ministère de l’Économie, puis directeur de cabinet du secrétaire d'État à l'Industrie, Christophe Sirugue.
Il est tête de liste de La République en marche au premier tour des élections municipales de 2020 à Bordeaux, à la suite desquelles il annonce la création d'un groupe d'opposition composé de quatre élus LREM.
Candidat aux élections législatives de 2022 et 2024, il est élu député par les habitants de la première circonscription de Gironde.
Le 20 juillet 2023, lors du remaniement du gouvernement Borne, il succède à Gabriel Attal en tant que ministre chargé des Comptes publics. A la suite de la dissolution de l'Assemblée nationale, il conserve son mandat de député mais n'est pas reconduit au sein du gouvernement.

## Biographie

### Jeunesse
Thomas Cazenave est né le 6 mars 1978 à Bordeaux, d’une mère secrétaire de direction et d’un père travaillant au Gaz de Bordeaux[réf. nécessaire]. Le reste de sa famille a toujours vécu dans la région bordelaise, notamment sa grand-mère, habitant à Bordeaux-Bastide, qu'il cite fréquemment pour signifier son ancrage bordelais, ou son grand-père viticulteur dans le Médoc à Saint-Estèphe.
Thomas Cazenave effectue sa scolarité d’abord à Floirac, puis à Bordeaux, au lycée François-Mauriac dans le quartier de la Bastide, où il obtient le baccalauréat scientifique. Il y poursuit ses études en classe préparatoire D2 au lycée Gustave-Eiffel, et parallèlement en DEUG d'économie et gestion à Bordeaux-IV.

### 1998-2006: études
En septembre 1998, à 20 ans, il intègre l’École normale supérieure Paris-Saclay (concours D2) pour y suivre la double formation du département économie-gestion (dirigé par Bertrand Munier). En 3e année, il est reçu au concours externe de l'agrégation d'économie et de gestion. En 4e année (formation à la recherche), il opte pour le master d'analyse et politique économique (ex-DEA) de l’École d'économie de Paris.
Diplômé de l'Institut d'études politiques de Paris et admis à la suite des épreuves des concours de 2004, il suit la formation de l’École nationale d’administration à Strasbourg de 2005 à 2007, au sein de la promotion « République ». Au cours de sa formation à l’ENA, il effectue un stage de 6 mois à la mairie de Bordeaux, au cabinet du maire, Hugues Martin à l’époque, qui assurait « l’intérim » d’Alain Juppé.

### 2007-2010: haut fonctionnaire
En sortant de l’ENA, il rejoint l’inspection générale des finances, auprès de Jean Bassères. Il rencontre et se lie d’amitié avec Emmanuel Macron, alors aussi inspecteur des finances. En particulier, ensemble, ils seront affectés aux travaux et à l'animation de la commission pour la libération de la croissance présidée par Jacques Attali, sur commande du président de la République, Nicolas Sarkozy. Thomas Cazenave y occupe la fonction de rapporteur particulier.

### 2011-2015: cadre du secteur public
En 2011, il devient brièvement directeur délégué des ressources humaines d'Orange France.
En 2012-2015, directeur général adjoint de Pôle emploi, chargé de la direction « stratégie, coordination et relations institutionnelles »,.
Resté enseignant à l'université Paris I et à Sciences Po Paris, il y co-dirige le master exécutif en management des politiques publiques jusqu'en 2016.

## Parcours politique

### Débuts en politique
En février 2016, il rejoint Emmanuel Macron au ministère de l’Économie, de l'Industrie et du Numérique, comme directeur adjoint de cabinet. Il adhère au mouvement « En marche » lancé par Emmanuel Macron, devenu en avril le parti « La République en marche » (LREM). En septembre 2016, au sein du même ministère, il assiste le secrétaire d'État à l'Industrie, Christophe Sirugue, comme directeur de cabinet.
En décembre 2016, il remplace Boris Vallaud au poste de secrétaire général adjoint de la présidence de la République, sous le mandat de François Hollande,,.
Proche d'Emmanuel Macron, il participe à l'élaboration de son programme présidentiel. Après l'élection de 2017, il est nommé, en conseil des ministres du 22 novembre 2017, délégué interministériel à la transformation publique, placé sous l'autorité du Premier ministre, Édouard Philippe.

### Élections municipales de 2020 à Bordeaux
Il démissionne de son poste gouvernemental et se met en disponibilité de l'inspection des finances en novembre 2019 pour se consacrer aux élections municipales de 2020 à Bordeaux.
En juillet 2019, il reçoit l’investiture de LREM pour les élections municipales de 2020. Jusqu'alors entre Paris et Bordeaux, il se fixe sur Bordeaux sa ville natale et lance sa campagne à la tête du mouvement « Renouveau Bordeaux ». Le 7 janvier 2020, il dévoile ses premières propositions. La présence de Vincent Bois, ancien militant d'extrême droite au Siel et au Front national, en 63e position (non-éligible) sur sa liste de colistiers suscite la polémique,,. 
Thomas Cazenave obtient 12,69 % des voix au premier tour des élections municipales de 2020 le 15 mars 2020 et se place en 3e place après l'écologiste Pierre Hurmic.
Entre les deux tours, il rallie la candidature du maire sortant Nicolas Florian. La liste ainsi créée termine à la deuxième place et Thomas Cazenave annonce la création d'un groupe d'opposition, comptant quatre élus LREM, autonome et distinct de celui issu de la liste de Nicolas Florian.
En juillet 2021, il crée l'École de la rénovation énergétique à Bordeaux, dont il détient 54 % du capital et qui est dirigée par son ancienne collaboratrice Léna Ternot. Cette école est une structure de formation professionnelle autour des enjeux de la rénovation énergétique, présente également à Biarritz et Rennes,.
En mars 2022, à la suite de l'invasion de l'Ukraine par la Russie, Thomas Cazenave réclame en vain la suspension du jumelage entre Bordeaux et Saint-Pétersbourg. En revanche, en juin 2025, il fustige la décision de la mairie de suspendre « toute activité de coopération » avec Ashdod en raison de la guerre menée par Israël à Gaza.

### Entrée à l'Assemblée nationale en 2022
En 2021, en vue de préparer le programme de LREM pour l'élection présidentielle de 2022, il est chargé de piloter le groupe de travail sur la réorganisation des administrations.
Il est investi dans la première circonscription de la Gironde aux élections législatives de 2022. Il est élu député le 19 juin 2022 avec 59,11 % des suffrages.
Il prend la tête de la délégation aux collectivités territoriales et à la décentralisation de l’Assemblée nationale. Il est décrit comme un chantre de « l’État en mode start-up ».
En mars 2023, Thomas Cazenave ainsi qu'un de ses collaborateurs sont victimes de plusieurs actes de vandalisme d'extrême droite. Des tags signés « Action directe nationaliste », que la presse locale relie à une série de dégradations récentes ayant aussi touché la mairie de Talence, sont retrouvés sur sa permanence parlementaire,. Le domicile personnel de son collaborateur est également ciblé le même jour, le slogan « Coucou David », accompagné d'une croix celtique étant retrouvé sur sa porte. La permanence, sous surveillance policière dans le contexte du mouvement contre la réforme des retraites, avait déjà été dégradée quelques semaines auparavant par l'Action française,. 

### Entrée au gouvernement en 2023
Le 20 juillet 2023, il est nommé ministre chargé des Comptes publics au sein du gouvernement Élisabeth Borne et quitte ses fonctions de député.
En janvier 2024, Le Monde révèle un conflit d'intérêts de Thomas Cazenave ; celui-ci détient une participation majoritaire dans un organisme de formation à la rénovation énergétique alors qu'il est chargé via son ministère de l'allocation de subventions dans ce secteur d'activité. Il aura par ailleurs mis plusieurs mois avant de se déporter du sujet.
Alexandra Martin, sa suppléante le remplace à l'Assemblée nationale. Réélu lors des élections législatives anticipées, il n'est pas reconduit au sein du gouvernement Michel Barnier et retrouve alors son siège de député. 

## Synthèse des résultats électoraux

### Élections législatives
| Année | Parti | Parti  | Circonscription   | 1er tour | 1er tour | 1er tour | 2d tour | 2d tour | 2d tour | Issue |
| Année | Parti | Parti  | Circonscription   | Voix     | %        | Rang     | Voix    | %       | Rang    | Issue |
| ----- | ----- | ------ | ----------------- | -------- | -------- | -------- | ------- | ------- | ------- | ----- |
| 2022  |       | LREM   | 1re de la Gironde | 19 604   | 38,23    | 1er      | 28 292  | 59,11   | 1er     | Élu   |
| 2024  | RE    | 28 564 | 1re de la Gironde | 38,31    | 1er      | 31 768   | 43,20   | 1er     | Élu     |       |

### Élections municipales
Les résultats ci-dessous concernent uniquement les élections où il est tête de liste.
| Année | Liste | Liste | Commune  | 1er tour | 1er tour | 1er tour | 2d tour                                 | 2d tour                                 | 2d tour                                 |
| Année | Liste | Liste | Commune  | Voix     | %        | Rang     | Voix                                    | %                                       | Rang                                    |
| ----- | ----- | ----- | -------- | -------- | -------- | -------- | --------------------------------------- | --------------------------------------- | --------------------------------------- |
| 2020  |       | LREM  | Bordeaux | 5 954    | 36,29    | 3e       | Fusion avec la liste de Nicolas Florian | Fusion avec la liste de Nicolas Florian | Fusion avec la liste de Nicolas Florian |

## Distinction
Chevalier de l'ordre national du Mérite (nommé par décret du 15 novembre 2018)